# Ibn Hinzaba
Abu-l-Fat·h al-Fadl ibn Jàfar ibn al-Furat, també conegut com a Ibn Hinzaba, pel nom de la seva mare, fou visir abbàssida el 932 i del 937 al 938.
Era fill d'Abu-l-Khattab Jàfar ibn Muhàmmad ibn Mussa ibn al-Furat al que va substituir en l'administració de les propietats de l'orient fins al 912; va tornar a ocupar el càrrec del 917 al 918 durant el segon visirat del seu oncle Abu-l-Hàssan Alí ibn Muhàmmad ibn Mussa ibn al-Furat i per tercera vegada el 927 i fins al 930 en el segon visirat d'Alí ibn Issa ibn al-Jarrah i el d'Ibn Muqla; el 931 fou encarregat de l'administració de propietat del Sawad, per la influència de l'emir Munis, i molt poc després altre cop de les propietats d'Orient del 931 al 932 sota el visir al-Hussayn ibn al-Qàssim.
El 932 va ser nomenat visir però la situació econòmica molt delicada per la que passava el califat li va permetre només ocupar el càrrec durant uns mesos; va aconsellar al califa refusar les peticions de l'emir Munis que havia tornat de l'alta Mesopotàmia, i atacar-lo amb les seves tropes. El califa al-Múqtadir va morir en la batalla (932). Al-Kadir el va revocar.
Sota el califa al-Radi (934-940), fou nomenat inspector de Síria i Egipte i va fer concedir el govern d'Egipte a Muhammad ibn Tughdj. El gran emir Ibn Raik el va cridar a ocupar el visirat el 937 i va donar a la seva filla en matrimoni al fill d'Ibn al-Furat. A la caiguda d'Ibn Raik es va retirar a Egipte on va morir poc després a Ramla el mateix 938.